# Festival de Eurovisión de Jóvenes Bailarines 2019
La XVI edición del Festival de Eurovisión de Jóvenes Bailarines.
El evento está dirigido a bailarines jóvenes de entre 16 y 21 años, que competirán con bailes modernos, ya sea individualmente o en pareja, siempre y cuando no se dedicasen profesionalmente al baile.
El 20 de diciembre de 2018, la UER confirmó qué éste festival se cancelará, debido a la ausencia de una emisora principal para organizar el concurso.
A pesar de qué el festival ha sido cancelado, el 26 de diciembre de 2018, se confirmó qué Alemania sería el primer país en confirmar su retirada, sin dar motivo alguno.

## Países participantes
| País y TV        | Representante | Danza | Coreógrafo |
| ---------------- | ------------- | ----- | ---------- |
| Eslovenia RTVSLO | -             | -     | -          |
| Malta PBS        | -             | -     | -          |
| Polonia TVP      | -             | -     | -          |